# کاکتوس‌های آروخادو
کاکتوس‌های آروخادو (نام علمی: Arrojadoa) نام یک سرده از زیرخانواده کاکتوس‌واریان است.